# 레콜레타 (부에노스아이레스)

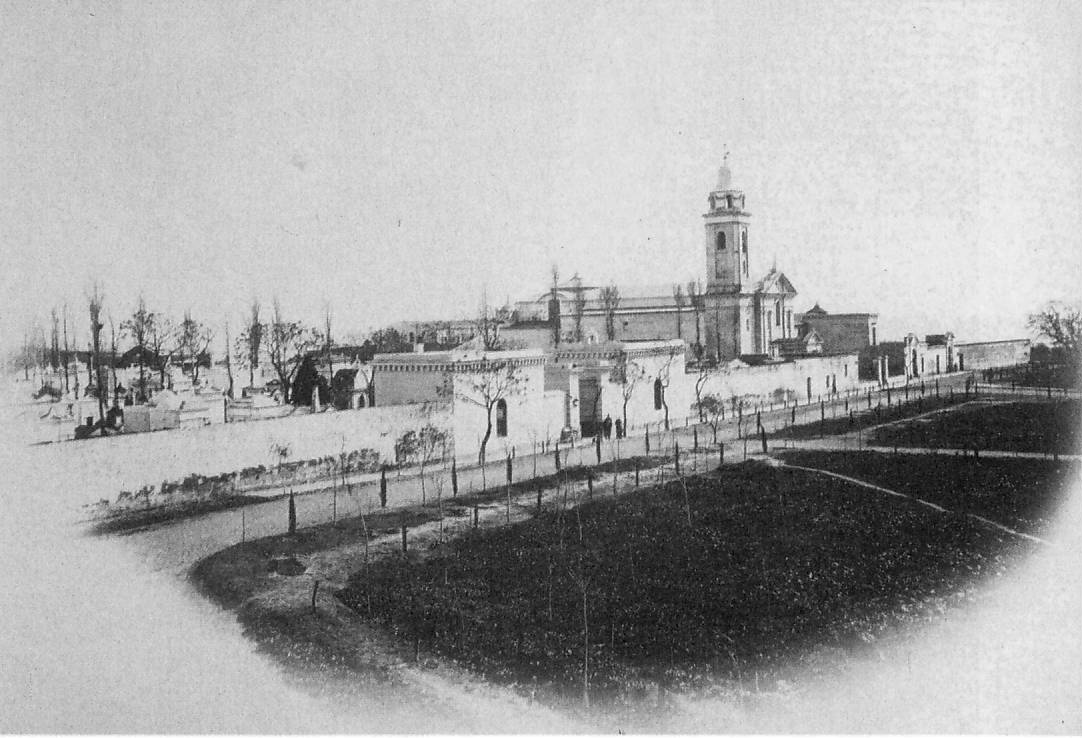
1867년의 레콜레타 광장. 레콜레타 묘지와 필라르의 성모교회의 전경.

레콜레타(스페인어: Recoleta)는 아르헨티나 부에노스아이레스의 북동쪽에 있는 바리오이다. 면적은 5.4 km2이며 에바 페론, 아르헨티나의 대통령들, 노벨상 수상자들을 비롯한 아르헨티나들의 저명인사들이 묻힌 레콜레타 묘지를 비롯한 역사적, 건축학적으로 의미가 있는 많은 장소가 있으며, 부에노스아이레스 내에서 관광객들이 많이 찾는 곳 중 하나이다.
레콜레타는 부에노스아이레스에서 가장 부유한 구역 중 하나이며, 부에노스아이레스 내에서 가장 높은 지가를 형성하고 있는 곳 중 하나이다. 레콜레타는 이 바리오를 관통하는 부에노스아이레스 지하철 D호선으로 접근이 가능하다.

## 위치
레콜레타는 몬테비데오 거리와 우루과이 거리, 코르도바 대로와 마리오 브라보 거리, 코로넬 디아스 거리, 라스 에라스 대로, 타글레 거리, F.G.B.M 철도, 헤로니모 살게로 거리와 라플라타강을 경계로 하여 이루어진 바리오이다. 남동쪽으로 레티로, 남쪽으로는 알마그로, 산니콜라스, 발바네라와 접경을 하고, 북서쪽으로는 팔레르모와 맞닿아있으며, 북동쪽으로는 라플라타강이 흐른다.

## 인구
2010년의 조사에 따르면 레콜레타에는 5.9km2의 구역에 총 157,932명이 거주하고 있고, 그 중 남성이 43.1%인 68,042명, 여성이 56.9%인 89,890명을 차지해서, 아르헨티나 전체에서 여성의 비율이 가장 높은 지역이 되었다. 2001년의 조사에서는 191,122 명의 거주자가 집계되었는데, 2011년의 조사 결과와 비교하면 10년동안 4.6%의 인구가 감소한 것으로 나타났다.

## 역사
레콜레타의 이름은 이 지역에 18세기 초 설립되었던 프란치스코회에 소속된 레콜레 형제회 (프랑스어: Frères mineurs récollets스페인어: Hermanos menores recoletos)의 수도원에서 파생되었다. 이 수되회는 이 지역에 묘지가 딸린 필라르의 성모 (스페인어: Nuestra Señora del Pilar)에 봉헌된 수도원과 교회를 세웠었다. 파세오 데 레콜레타 (Paseo de Recoleta)는 이 구역에서 지정학적으로 거의 최중심에 위치해 있으며, 도시에서 가장 높은 지역 중 하나인데, 1871년 황열병이 도시에 유행하자 도시 남부에 거주하던 부유한 집안 사람들이 19세기 말 이 곳으로 황열병을 피해 이주하기 시작하면서 레콜레타는 부에노스아이레스에서 가장 지가가 높으며, 우아한 스타일을 갖춘 구역으로 알려지게 되었다. 레콜레타에는 개인 저택과 각국의 대사관들을 비롯해 남아메리카에서 가장 호화로운 호텔인 알베아르 팰리스 호텔을 비롯한 많은 고급 호텔들이 자리잡고 있다.
이 지역의 역사적 중심지는 1732년에 완공된 필라르의 성모 교회 (Basílica Nuestra Señora del Pilar)이기 때문에, 이 구역은 가끔 엘 필라르 (El Pilar)라는 이름으로 불리기도 한다. 이 교회는 원래 라플라타 강과 만소 개울으로 내려가는 제방의 한가운데 위치하고 있었다. 현재 이 테르세로 델 노르테 (Tercero del Norte)라고도 알려진 이 개울은 현재 푸에이레돈 대로 (Pueyrredón Avenue)의 지하에서 파이프를 통해서 흐르고 있다. 이 개울은 지금의 아우스트리아 거리와 타글레 거리를 따라 라플라타 강으로 흐르는 수로와 함께 삼각주를 형성하기도 했다.
1870년대 황열병과 콜레라가 부에노스아이레스를 휩쓸었을 때, 부에노스아이레스 시민들은 전염을 피하기 위해 퍼져나갔는데 이러한 연유로 빈곤한 계층의 사람들은 부에노스아이레스의 남쪽과 남서쪽에 자리잡았고, 부유한 사람들은 지대가 높아 질병의 매개체가 된 곤충의 접근을 막아준 레콜레타 지역에 자리잡게 되었다.
이러한 부유층들은 대부분 지배층인 엘리트 계층으로 아르한테나 독립운동 시절부터 존경받는 역사적인 인물들이 후손이라는 고귀한 배경을 갖고 있었고 (구 스페인 식민지에서는 귀족계급은 존재하지 않았음), 이들은 레콜레타에 당시 유행하던 유럽 스타일의 저택과 다른 유명한 건물들을 짓기 시작했다. (이 중 상당수가 50년대 말과 60년대 초, 2000년대에 철거되었다.) 이 결과 부에노스아이레스는 "남미의 파리"라는 별칭으로 불리게 되었고, 현재도 이러한 건물들은 우아한 양식의 현대 건축물들과 어울려 남아있다.
인접지역인 레티로, 팔레르모와 함께 레콜레타는 부에노스 아이레스의 전통적 부유계층의 거주지인 바리오 노르테 (Barrio Norte:북쪽 바리오)를 형성하고 있으며, 이 구역에는 도시의 문화시설의 상당수가 집중되어 있다.

## 문화
레콜레타 바리오는 웅장한 문화공간으로 대표된다. 역사적 기념물 뿐 아니라 아르헨티나 국립미술관 (Museo Nacional de Bellas Artes), 아르헨티나 국립도서관, 레콜레타 문화 센터와 다른 전시관들이 이 구역에 위치해 있다.

### 레콜레타 묘지

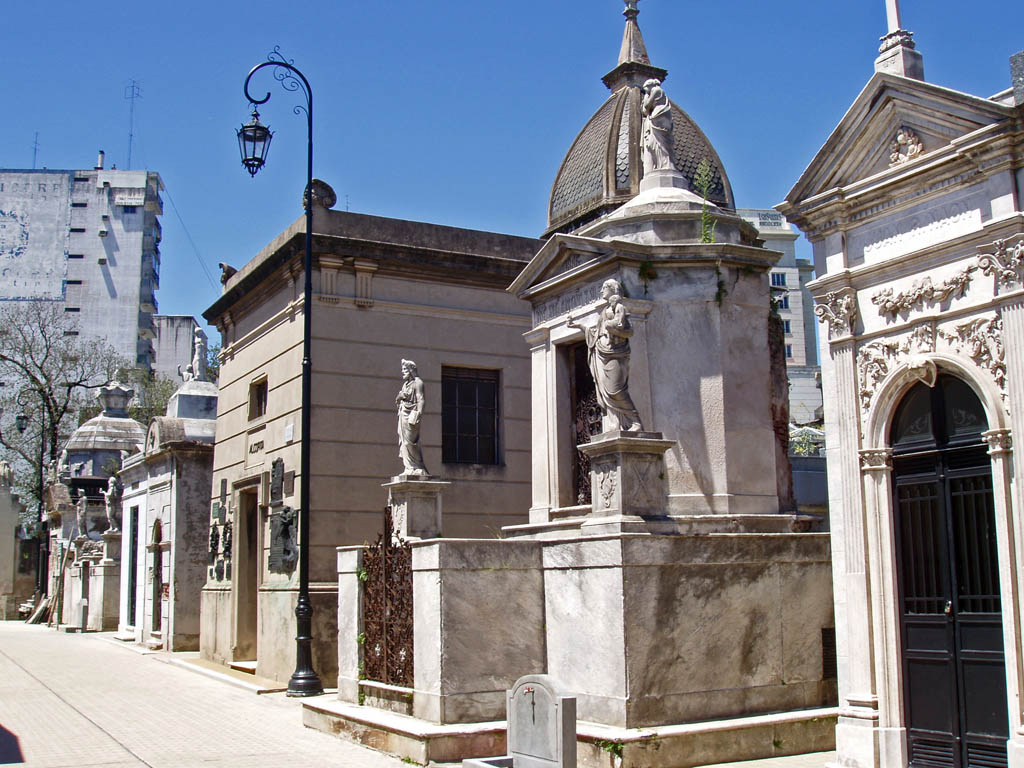
레콜레타 묘지

레콜레타 묘지는 레콜레타에서 주요한 관광지 중 하나이다. 프랑스인 프로스페르 카텔린이 설계한 이 묘지는 아르헨티나의 대통령이었던 베르나르디노 리바다비아의 주도로 만들어졌고, 1822년 준공되었다.
이 묘지는 옛 레콜레 수도회의 수도원 옆에 위치하고 있는데, 이 묘지의 가족 공동 납골당과, 부르주아와 옛 농장주의 납골당 및 예배당 등은 19세기 말과 20세기 초의 장례 예술의 뛰어난 사례이다. 이 묘지에는 아르헨티나 역사를 수놓았던 많은 인물들이 잠들어있는데, 매일 많은 관광객, 주민 및 아직도 활동하고 있는 페로니스트들의 순례를 받는 에바 페론의 묘지를 비롯해, 화학자, 작가, 연구자, 교수, 과학자로 부에노스아이레스의 문화에서 많은 역할을 수행하였던 오비디오 레바우디 (Ovidio Rebaudi)의 묘지도 있다. 이와 함께 아르헨티나의 대통령들인 니콜라스 아베야네다, 바톨로메 미트레, 마누엘 킨타나, 도밍고 파우스티노 사르미엔토, 카를로스 펠레그리니, 이폴리토 이리고벤, 아르투로 움페르오 일리아, 라울 알폰신과 군부 독재자였던 페드로 에우제니오 아람부루의 묘지가 있다. 현재 이 레콜레타 묘지는 세계에서 가장 높은 조각이 밀집해 있는 곳이기도 하다.

### 박물관과 문화센터
레콜레타 묘지의 옆에는 후안 호세 비아몬테 장군에 세웠던 옛 양로원 자리가 있는데, 당시에 이 곳은 수녀들에 의해 운영되었다. 이 곳의 운영이 멈추자, 부에노스아이레스 시는 이 곳을 레콜레타 문화센터로 전환시켰고, 이 곳은 부에노스아이레스 시에서 조형예술 전시관으로 가장 중요한 역할을 하는 곳이 되었다. 리베르타도르 대로를 건너 150 미터 정도를 가면, 그 곳에 많은 가치있는 예술작품을 소장하고 있는 아르헨티나 국립미술관이 있다. 이 곳에서 포사다 거리 쪽으로 동쪽으로 이동하면, 팔래 드 글라스를 볼 수 있는데, 이 곳은 20세기 초 아이스 스케이팅장이었다가 현재는 거대한 멀티미디어 전시관으로 전환되었다. 카를로스 타이스 공원 뒤에는 많은 전시와 문화행사를 주최하는 시립 문화 센터가 있다.

### 각급 학교 및 대학교, 도서관

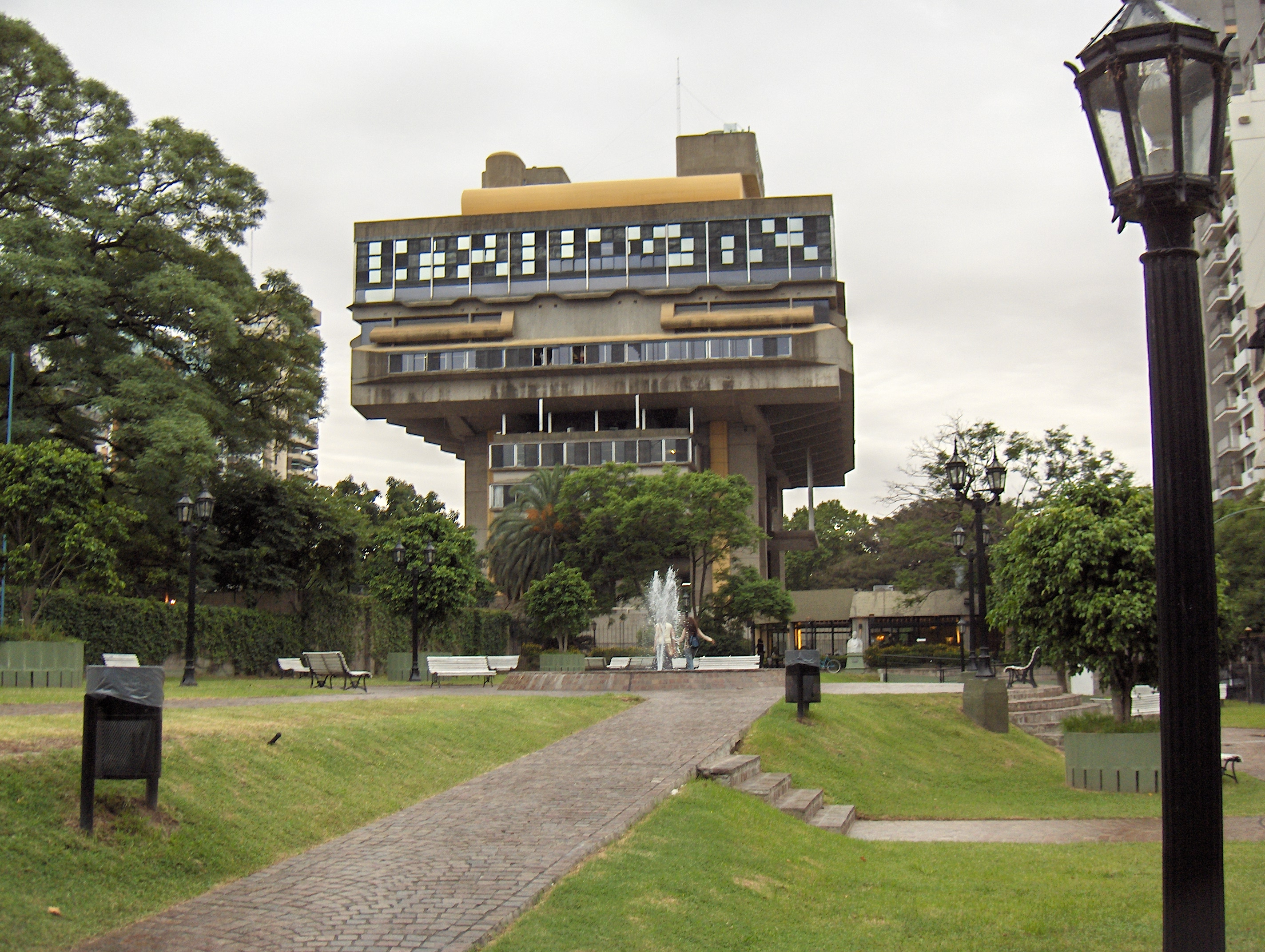
아르헨티나 국립도서관, 1992년 개관

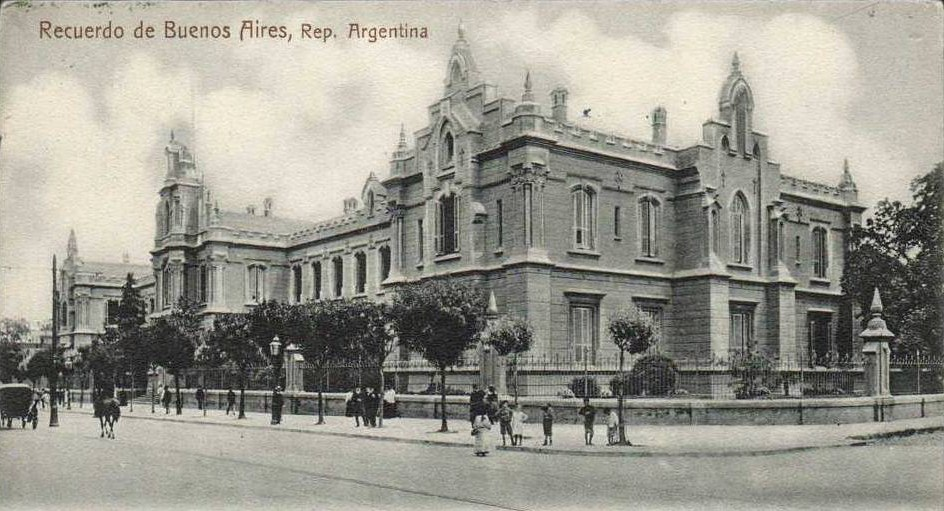
코르도바 대로 1951에 위치한 제1보통학교

레콜레타에는 부에노스아이레스에서 가장 유서깊고 명성이 높은 많은 학교가 있다. 그 중 가장 유명한 것들은 카를로스 펠레그리니 상업학교, 아르헨티나 모델학교, 에드문도 데 아미치스 학교와, 학교의 오래된 구역이 국가 기념물로 지정된 제1보통학교 (Escuela Normal 1)이 있다.
이 곳에는 국립 부에노스아이레스 대학교의 다섯 개의 단과대학이 위치하고 있는데, 사회과학부, 법학부, 의학부, 치의학부, 약학 및 생화학부가 위치하고 있다. 또한 라스 에라스 대로에는 네오고딕 양식으로 지어진 과거 부에노스아이레스 대학교의 법학부 건물이 위치하고 있는데, 현재 이 건물은 공학부의 별관으로 이용되고 있다.
20년의 공사기간 후 1993년에 완공된 브루탈리즘 양식의 아르헨티나 국립도서관은 라스 에라스 대로와 리베르타도르 대로 사이의 아게로 거리에 위치하고 있다. 이 도서관은 4백만권의 장서와 단테의 신곡을 비롯한 20권의 초기 간행본을 소유하고 있다.

## 갤러리

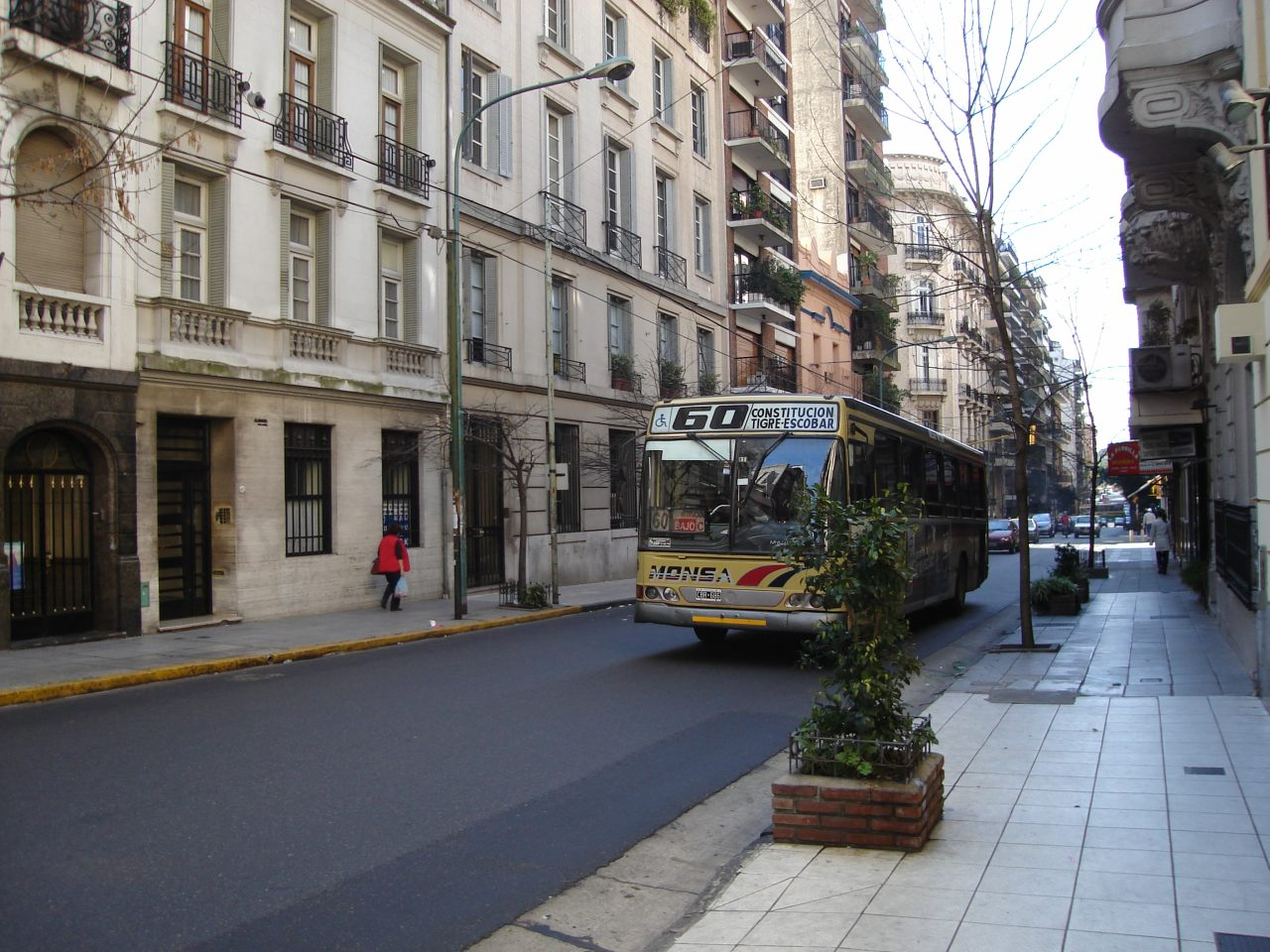
1
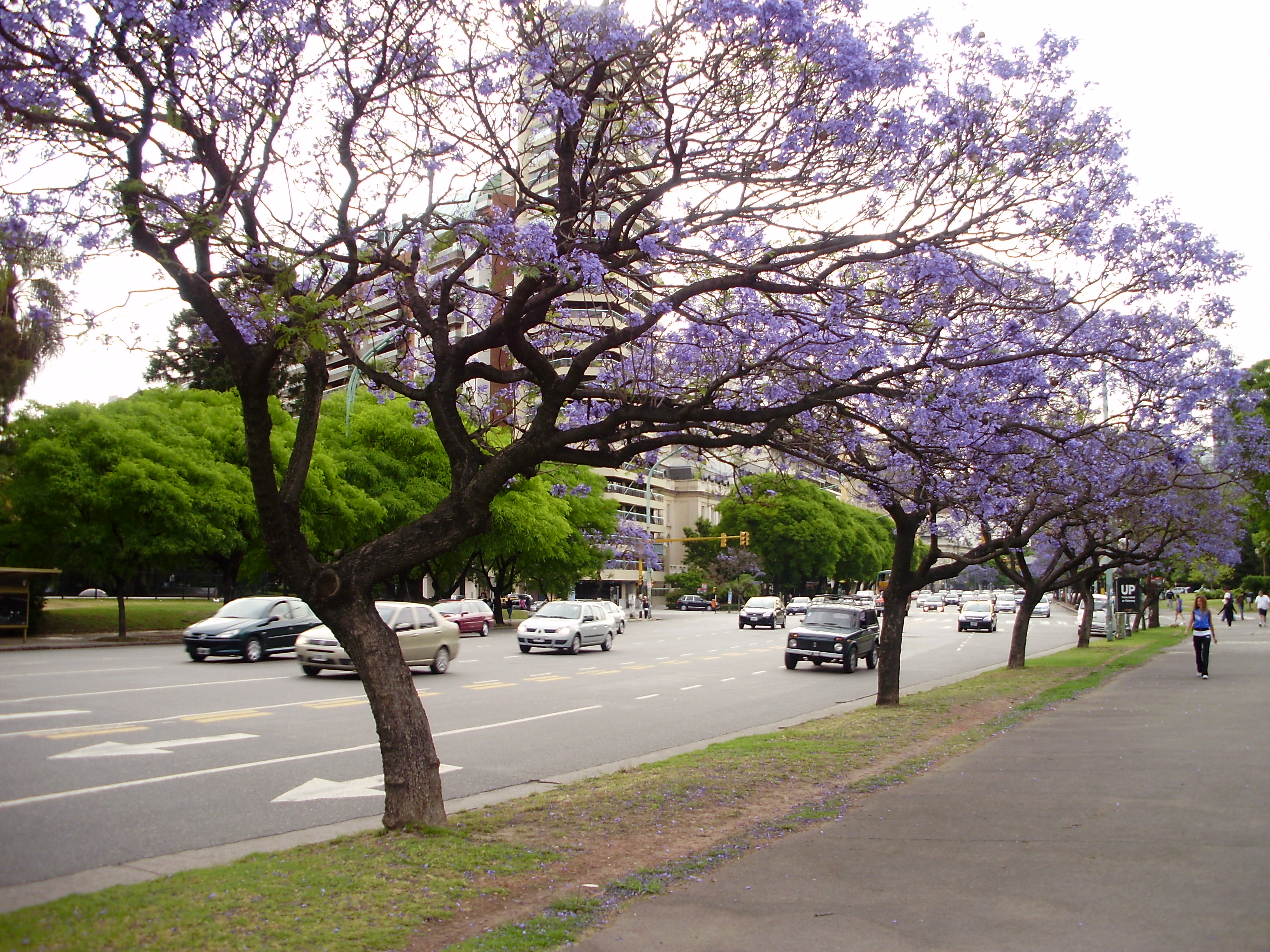
2
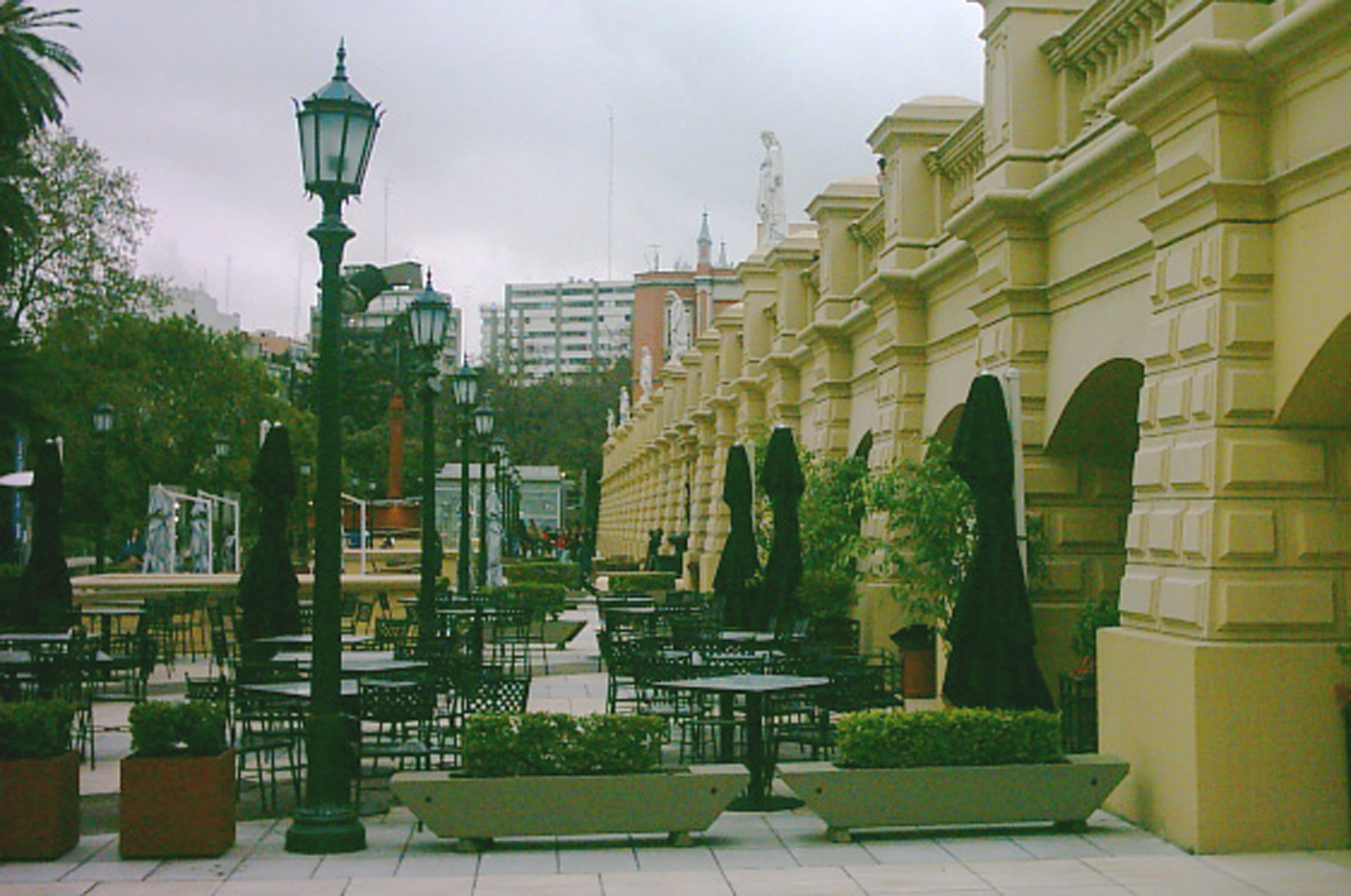
3
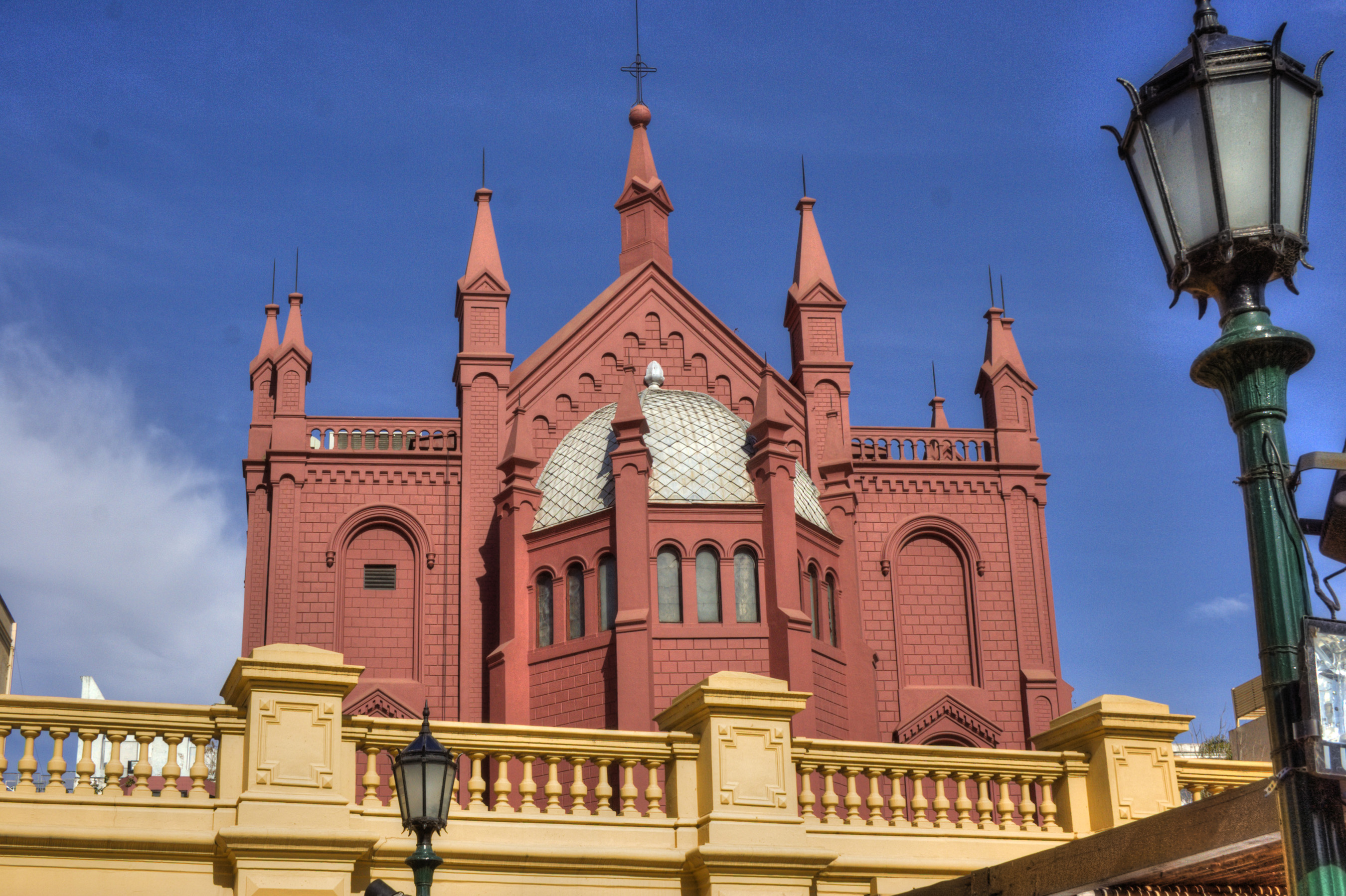
4
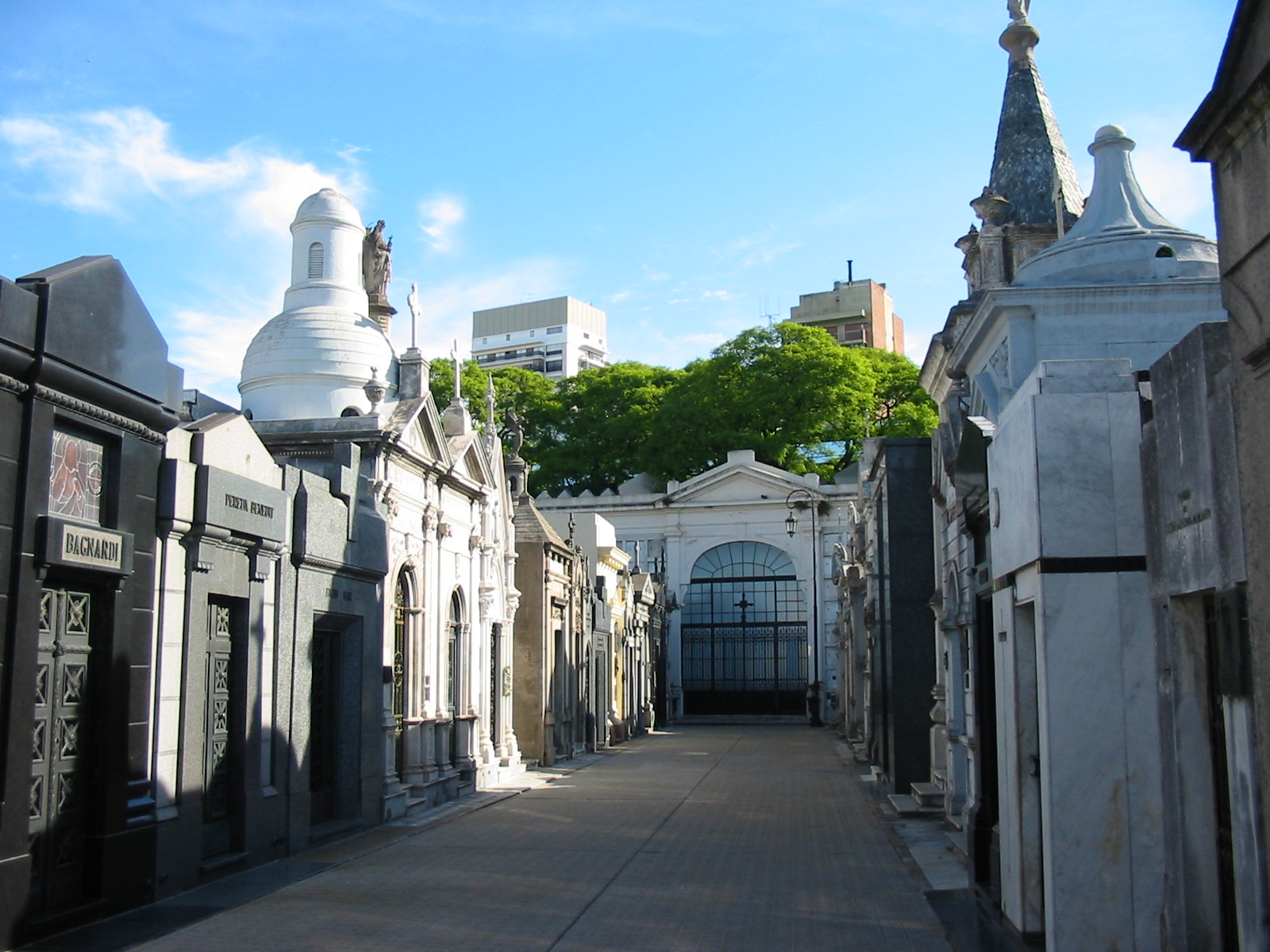
5
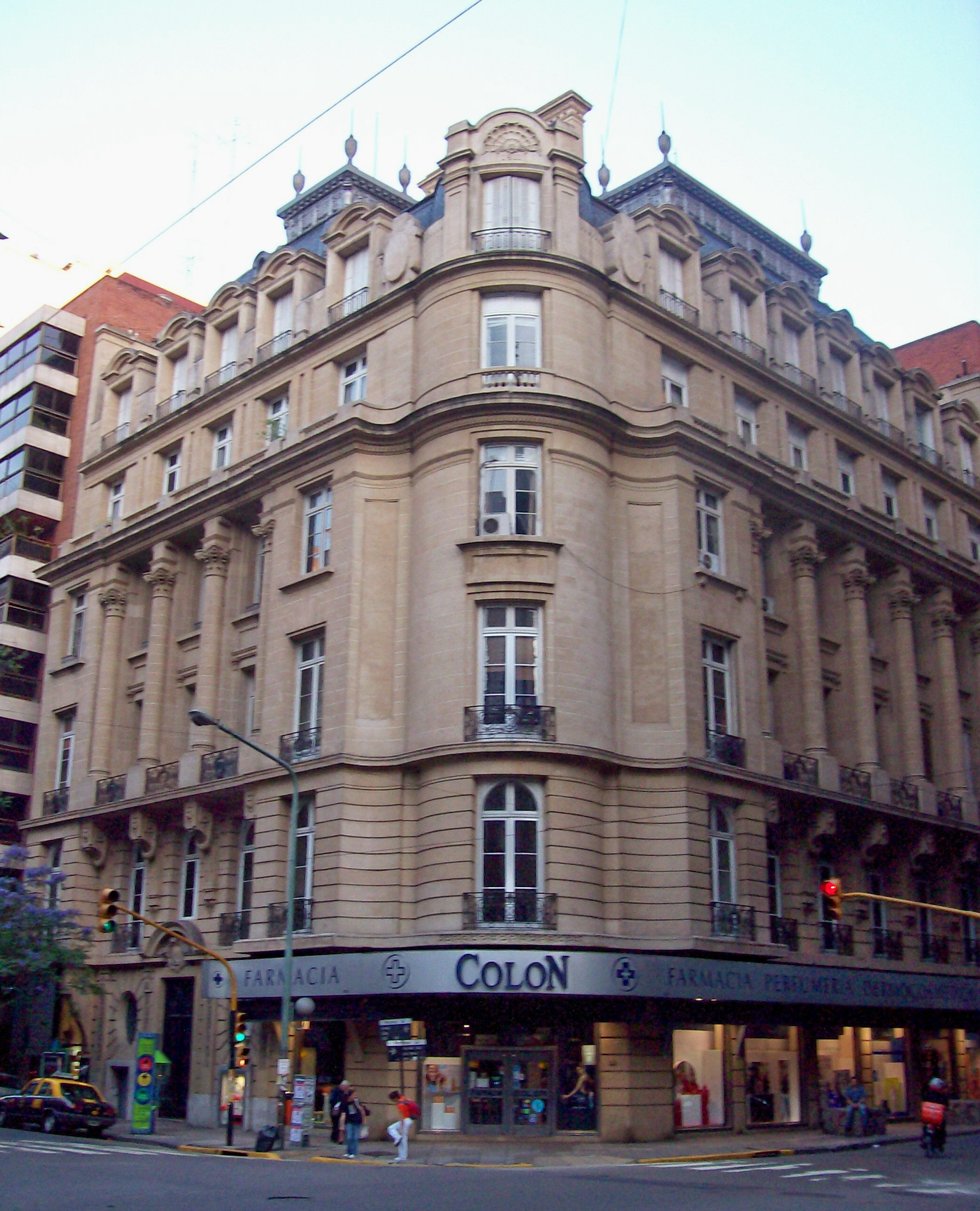
6
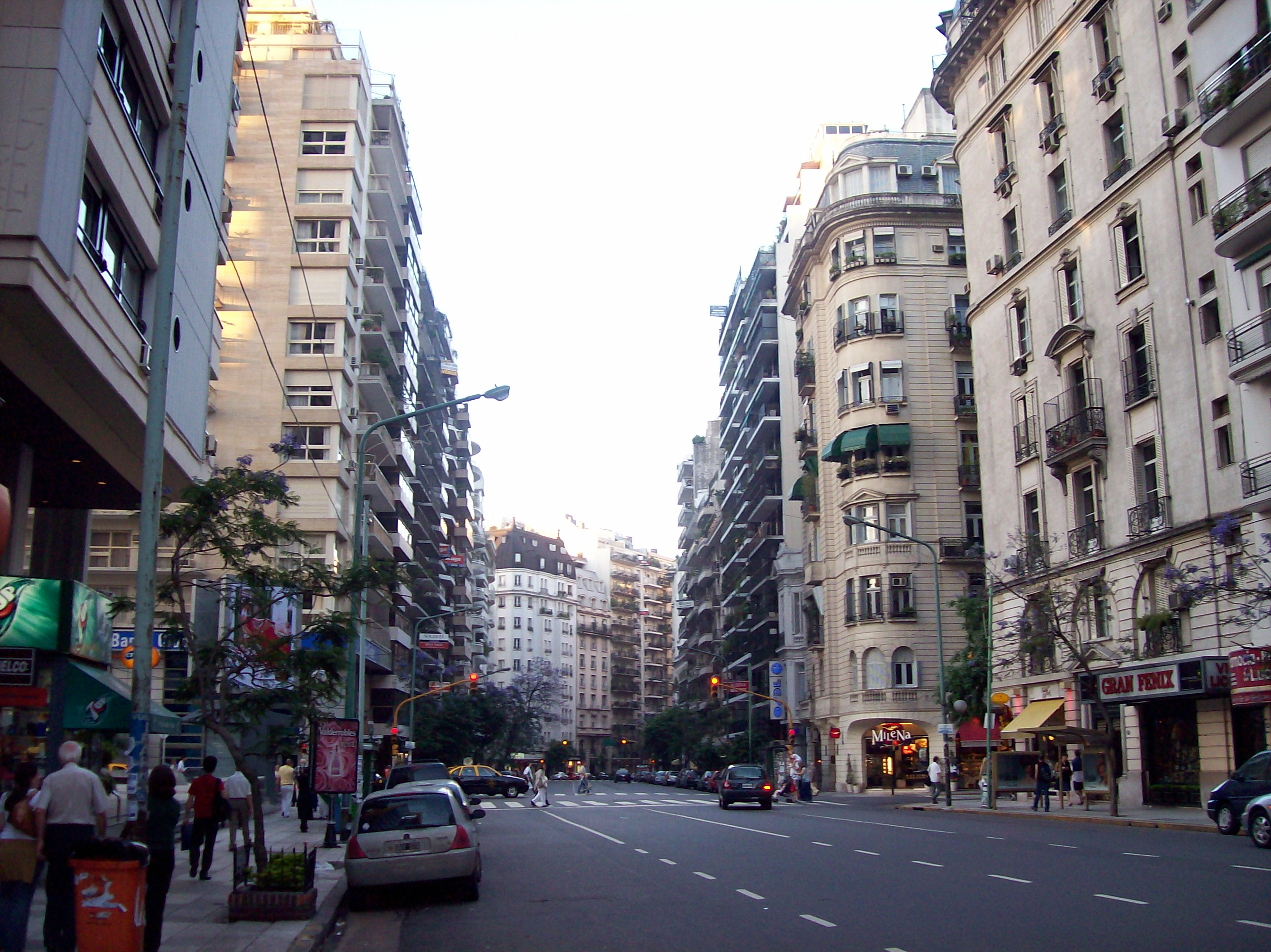
7
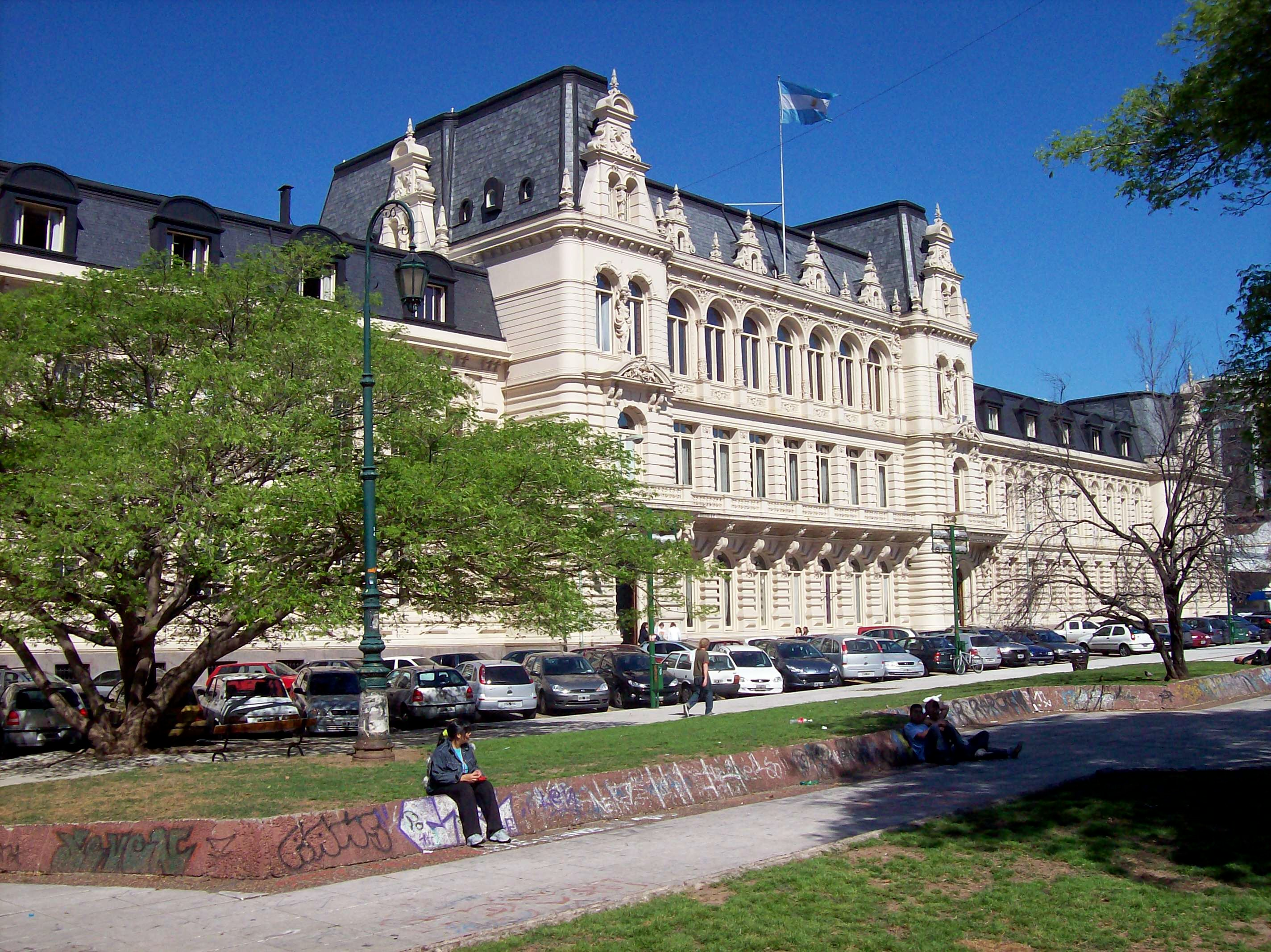
8
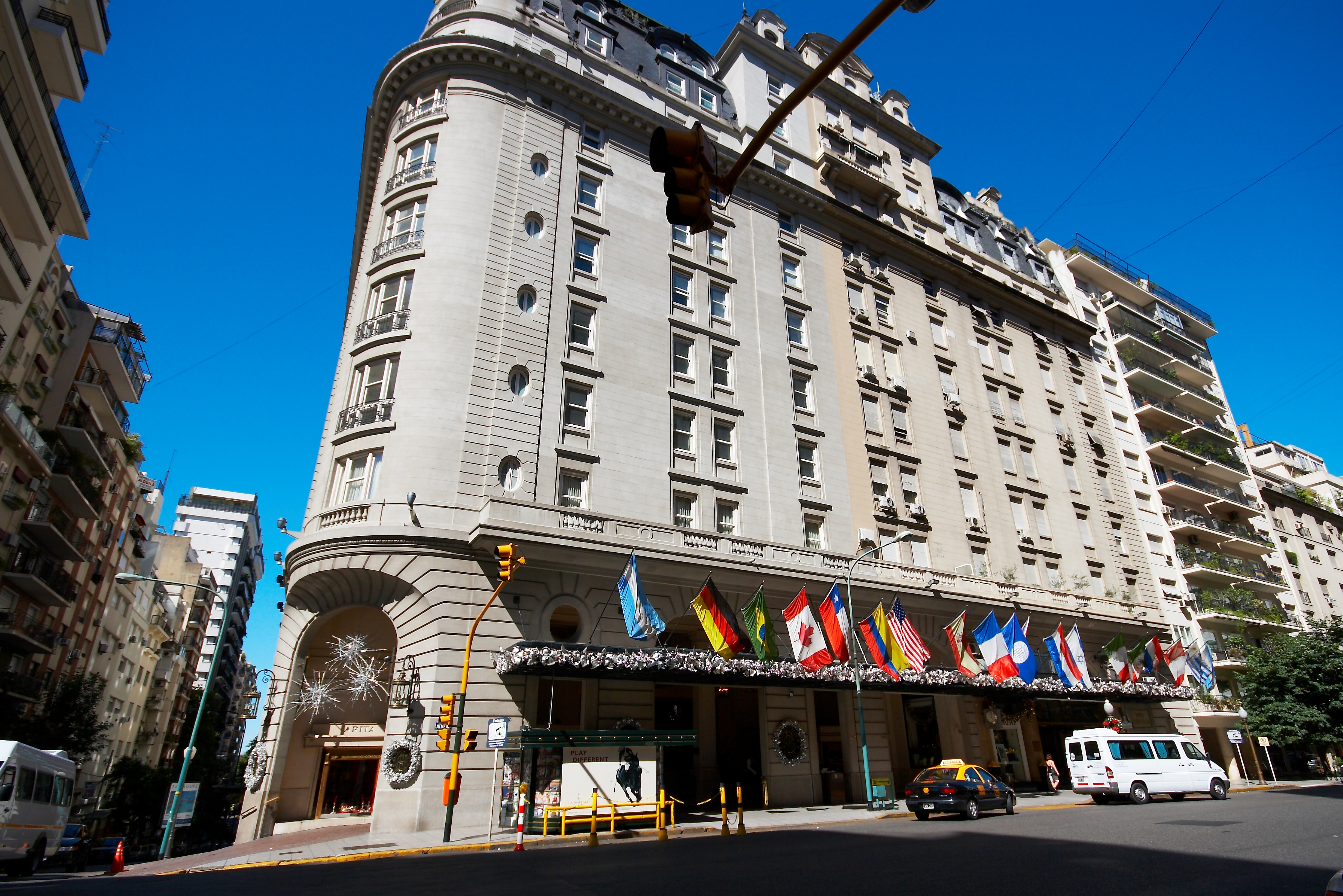
9
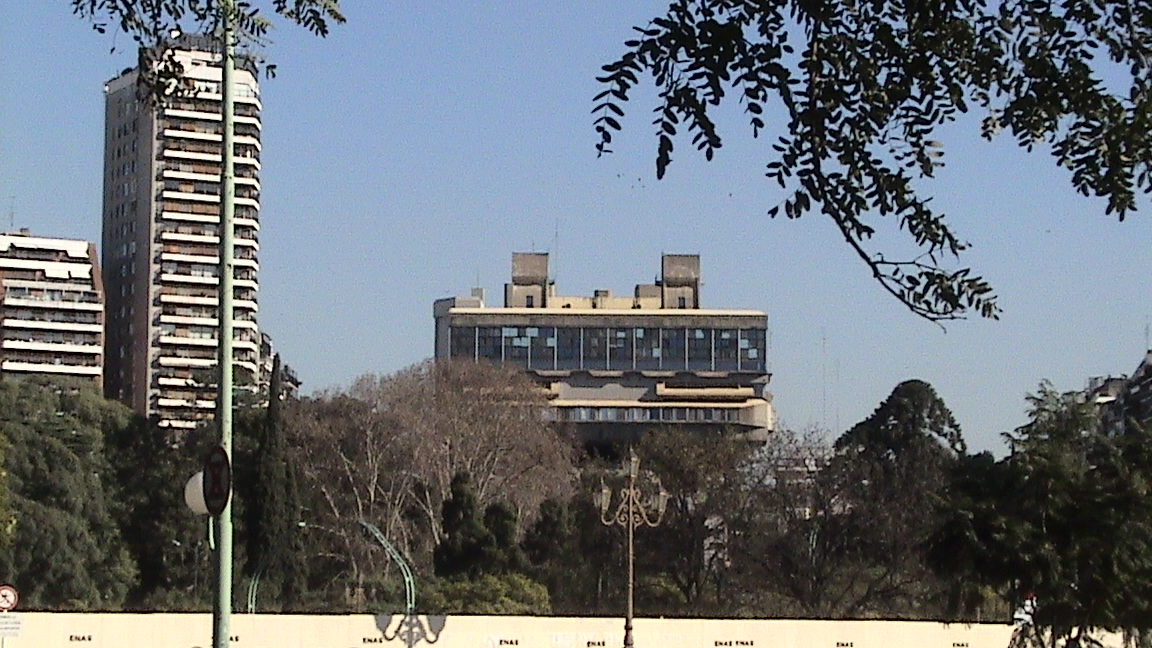
10
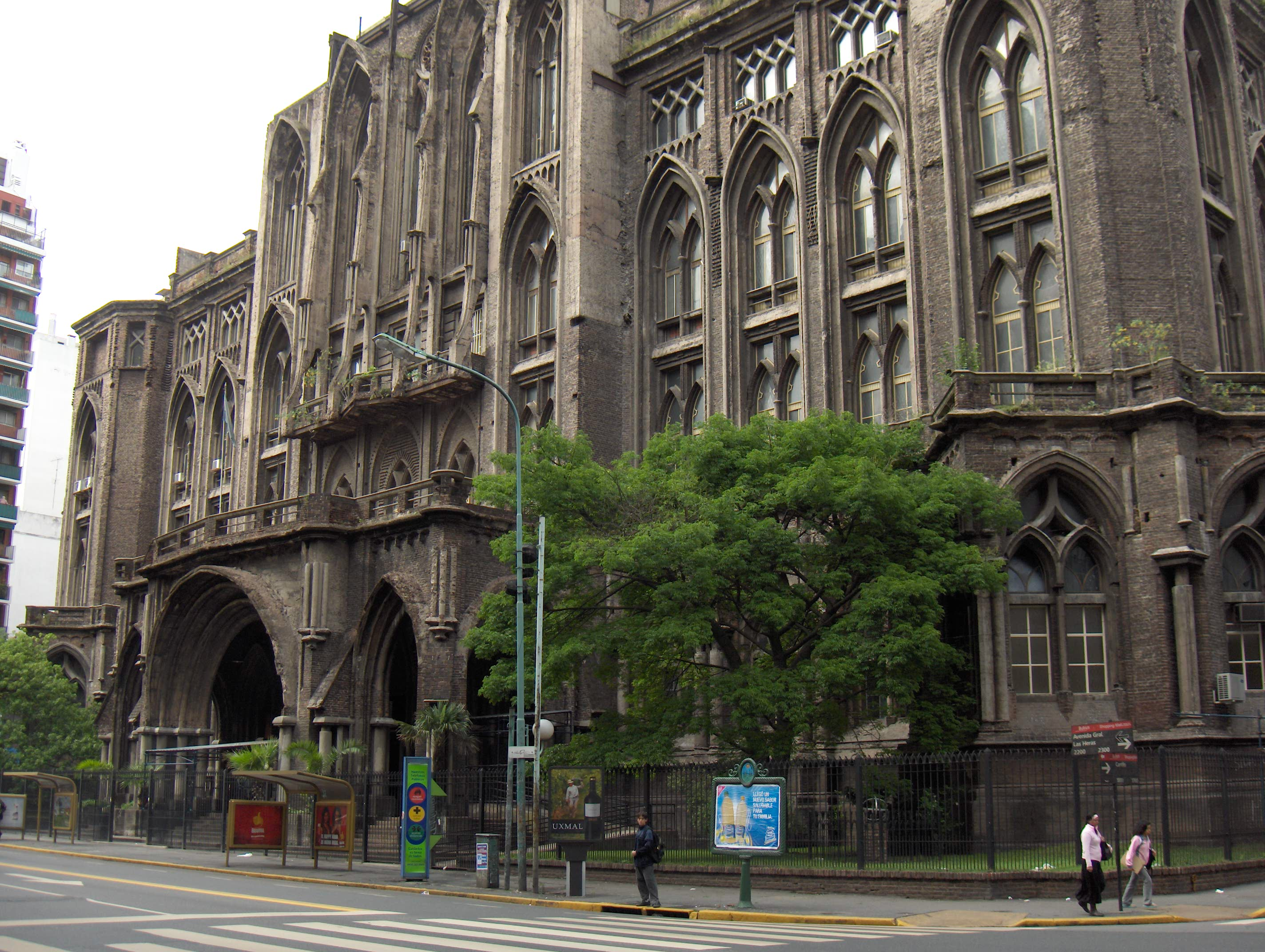
13
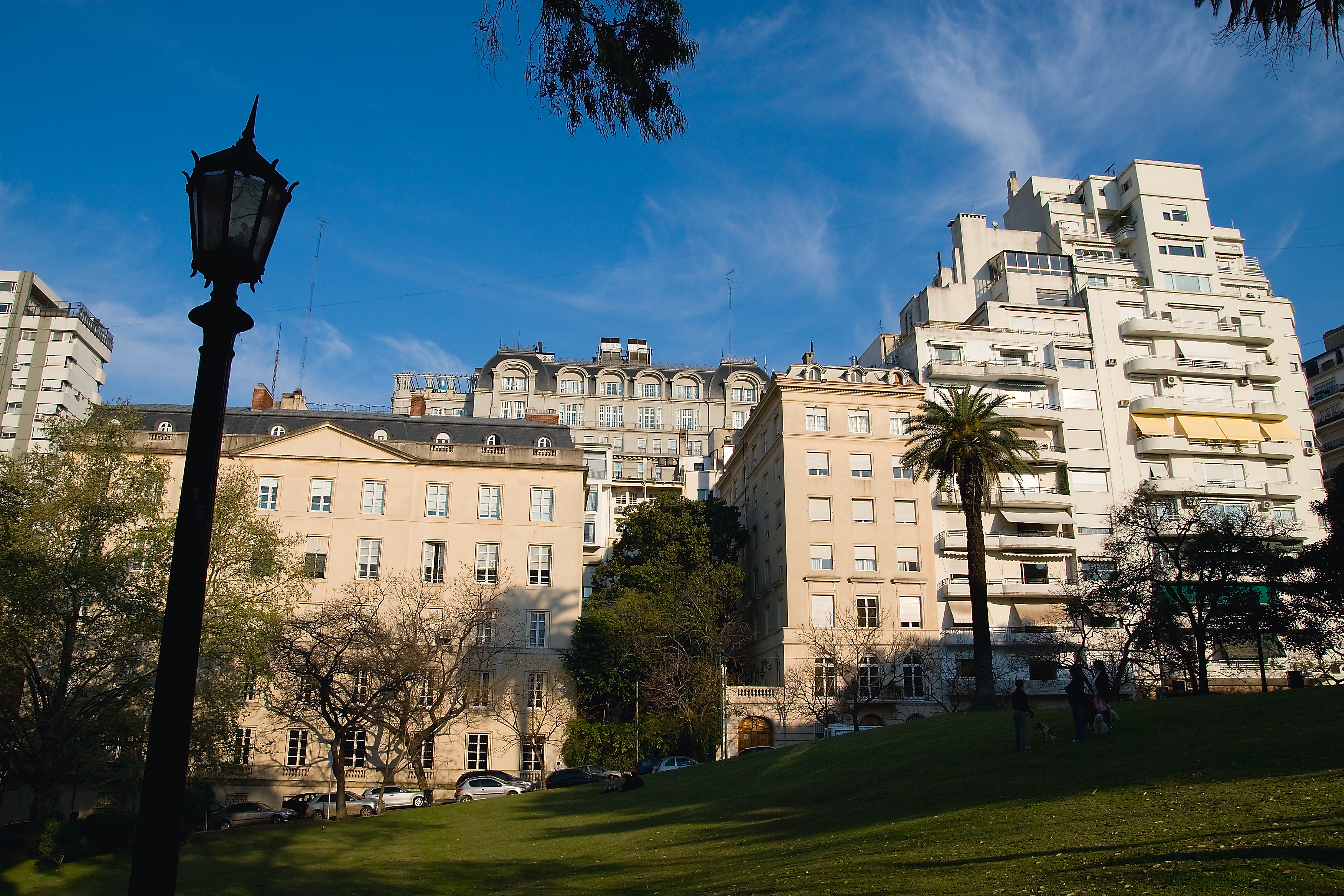
14

- 1]  후닌 거리
- 2]  리베르타도르 대로
- 3]  부에노스아이레스 디자인 센터
- 4]  레콜레타 문화 센터의 예배당
- 5]  레콜레타 묘지
- 6]  라스에라스 대로
- 7]  카야오 대로
- 8]  피수르노 궁전 (교육부)
- 9]  알베아르 팰리스 호텔
- 10]  아르헨티나 국립도서관
- 11]  미트레 광장
- 12]  기예르모 로손 기념물
- 13]  부에노스아이레스대학교 공과대학 (라스 에라스 분관)
- 14]  산마르틴 광장

## 같이 보기
- 부에노스아이레스의 행정구역